# De Schaduw (sculptuur)

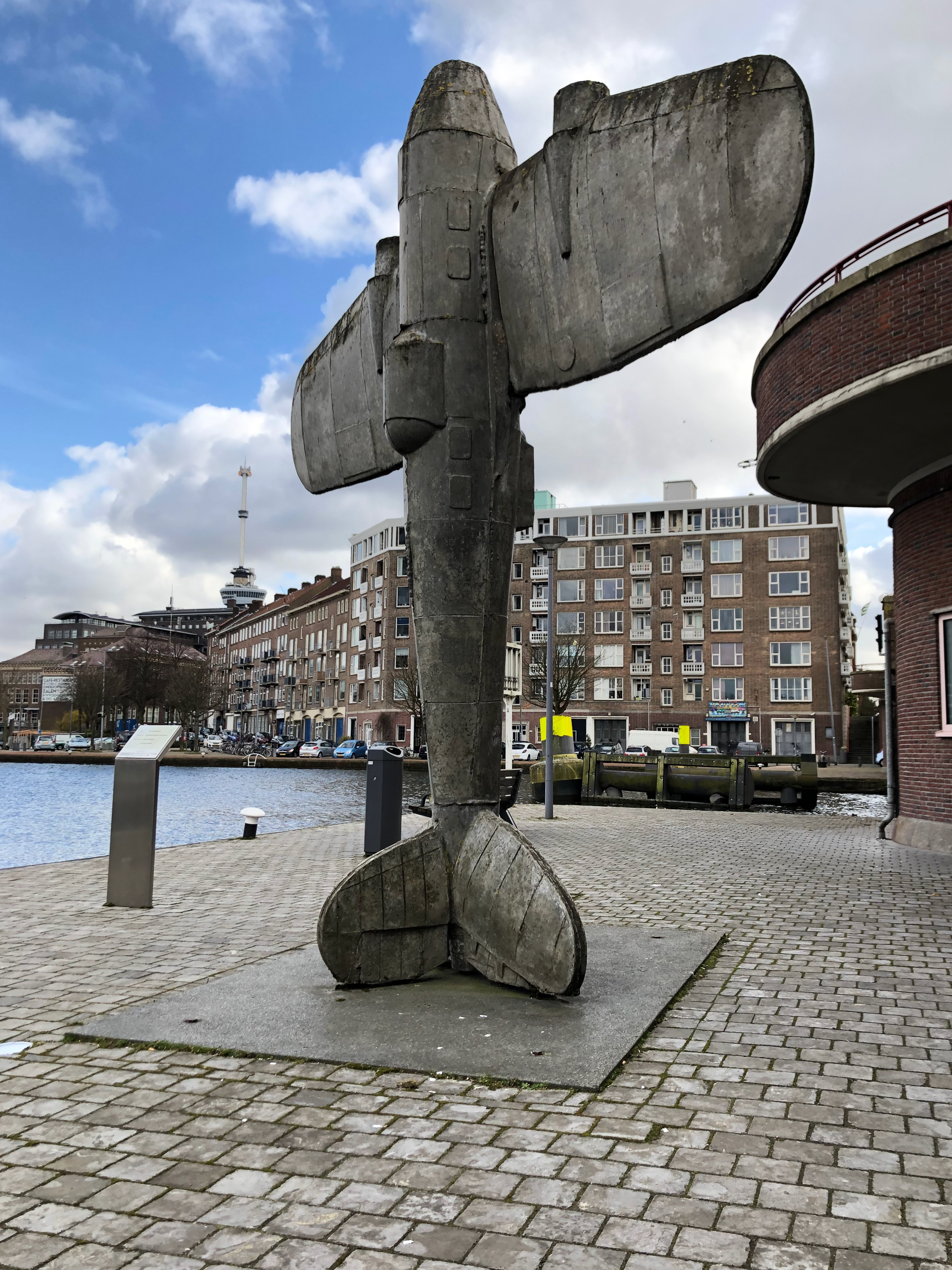

De Schaduw is een massief betonnen beeld in Rotterdam, ontworpen door Onno Poiesz (1974), geïnspireerd op de Duitse bommenwerper Heinkel HE-111. Het monument is een gestileerd schaalmodel van deze Duitse bommenwerper. Het beeld werd op 10 oktober 2009 onthuld door locoburgemeester Henk van der Pols. Het vliegtuig staat rechtop met de neus omhoog en rust op de staart. Het beeld is ongeveer vijf meter hoog en vier meter twintig breed.

## Ontstaansgeschiedenis
Het monument is gebouwd ter nagedachtenis aan het bombardement op Rotterdam dat uitgevoerd werd door Duitse Heinkel HE-111 bommenwerpers op 14 mei 1940. Op 10 mei 1940 begon de oorlog voor Rotterdam met een bombardement op vliegveld Waalhaven. De Duitse troepen kwamen na vier dagen vechten niet veel verder. Op 13 mei was het geduld van de bezetter op en met behulp van een beschieting door zware artillerie en een hevig bombardement besloten zij een einde te maken aan de Nederlandse weerstand in de havenstad. De Rotterdamse garnizoenscommandant kolonel P.W. Scharroo had op 14 mei een ultimatum van de bezetter afgewezen en verscheen er boven de stad twee groepen bommenwerpers van 54 en 36 Heinkels. Bij deze bombardementen en de kleinere luchtaanvallen in de voorgaande dagen zijn 1147 burgers omgekomen. Het beeld ‘De Schaduw’ in Rotterdam is opgericht om het voorplein van het Oorlogsverzetsmuseum Rotterdam een duidelijk herkenningspunt te geven en daarmee de locatie van het museum te markeren. Onno Poiesz kreeg de opdracht van CBK Rotterdam om een ontwerp te maken voor het markeren van de ingang van het museum, die enigszins verscholen onder de Pieter de Hoochbrug ligt.

## Locatie
Het beeld staat voor het Oorlogsverzetsmuseum aan de Coolhaven in Rotterdam en is geplaatst op een voet van natuursteen. Op de voet van natuursteen is een plaquette aangebracht met de titel van het monument, het materiaal wat is gebruikt voor het monument, de kunstenaar van het monument en de datum waarop het plaquette is onthuld (14 mei 2009). 

## Symboliek
Poiesz heeft met zijn vliegtuig een link willen leggen tussen het nu en het verleden. Het kunstwerk is uitgevoerd in gegoten grijs beton, als verwijzing naar het beton waarmee de stad destijds is herrezen uit het puin. Vliegtuigen vormden al langer een motief in het werk van Poiesz, omdat het naar zijn mening symbolen zijn van onze tijd. Ze worden geassocieerd met vrijheid en met angst, met vooruitgang en met dreiging. Onder de Rotterdammers was er een discussie over de keuze van de Duitse bommenwerper als symbool voor de herinnering aan het bombardement. 

## De Verwoeste Stad
Het monument van Poiesz is een onderdeel van meerdere monumenten die het bombardement op Rotterdam herdenken. Het monument ‘De Verwoeste Stad’, ontworpen door Ossip Zadkine, herinnert de inwoners van Rotterdam aan de enorme rampspoed en de bombardementen die de stad tijdens de Tweede Wereldoorlog hebben geteisterd.